# Кагуцути
Кагуцути (яп. 加具土), также называемый Кагуцути-но ками (迦具土の神), Хи-но кагуцути (火之迦具土), или Хомусуби (火産霊), является ками огня в японской мифологии. Имя «Кагуцути» записано иероглифами по принципу «атэдзи», без привязки к смыслу самих кандзи.

## Мифология
При рождении Кагуцути его мать, Идзанами, была опалена его пламенем и умерла. Его отец, Идзанаги, в своем горе обезглавил Кагуцути мечом Амэ-но Охабари (天之尾羽張) и разделил его тело на восемь частей, которые стали восемью вулканами. Из крови Кагуцути, которая капала с меча Идзанаги, появилось множество божеств, в том числе морской бог Ватацуми и бог дождя Кураоками.
Рождение Кагуцути в японской мифологии завершает конец Эры сотворения Мира и знаменует собой начало смерти для всего живого. В Энгисики, источнике, который содержит миф, Идзанами, в её агонии, несет воду богиня Мидзухамэ, советуя ей успокоить Кагуцути, если он станет жестоким. Эта история содержит ссылки на традиционные противопожарные средства: тыквы для переноски воды и мокрой глины, тростник для тушения пожаров.

## Созданные божества
Согласно Кодзики, из крови Кагуцути, стекающей по мечу, появилось восемь божеств, также  именуемые детьми бога Амэ-но Охабари — «Небесного расширяющегося клинка»:
- Ивасаку (яп. 石折神)
- Нэсаку (яп. 根折神)
- Ивацуцуноо (яп. 石筒之男神)
- Микахаяхи (яп. 甕速日神)
- Нихияхи (яп. 樋速日神)
- Такэмикадзути (яп. 建御雷之男神)[3], также называемый Такэфуцу (яп. 建布都神) и Тоёфуцуно (яп. 豊布都神)
- Кураоками (яп. 闇淤加美神)
- Курамицуха (яп. 闇御津羽神)

Ивасаку,  Ивацуцуноо и Нэсаку появись из крови, которая сбежала с острия меча на гряду скал; 
Микахаяхи, Такэмикадзути и Нихаяхи были созданы из крови, что сбежала с лезвия меча; 
Божества Курамицуха и Кураоками родились из крови Кагуцути, стекавшей по рукояти меча.
Кроме того, из тела Кагуцути появились следующие боги:
- Масакаямацуми (яп. 正鹿山津見神), появившийся из головы Кагуцути;
- Одоямацуми (яп. 淤縢山津見神), Вышедший из груди;
- Окуямацуми (яп. 奥山津見神), появившийся из живота;
- Кураямацуми (яп. 闇山津見神), появившийся из гениталий;
- Сигиямацуми (яп. 志藝山津見神), созданный из левой руки;
- Хаямацуми (яп. 羽山津見神), созданный из правой руки;
- Хараямацуми (яп. 原山津見神), поднявшийся из левой ноги;
- Тоямацуми (яп. 戸山津見神), поднявшийся из правой ноги.

## Этимология имени
В имени Хи-но Ягихаяо, ”Хи-но” (яп. 火之) прямо указывает на то, что Кагуцути является божеством огня, ” Яги” (яп. 夜藝) является древней формой глагола «обжигать» (яку), с явным указанием "способность сжигать" применительно к этому божеству, ”хая” (яп. 速) является префиксом, используемым в старояпонском языке, и, наконец, ”О-но ками” (яп. 男神) прямо указывает, что это мужское божество. Становится понятно, что Хи-но Ягихаяо означает «мужчина-бог огня, создающий ожоги».
В имени Хи-но Кагабико, ”Кага” (яп. 炫) — древняя форма глагола «пылать», «сиять» (кагаяку), а ”бико” (яп. 毘古) является древним японским словом для обозначения мужчины. Поэтому Хи-но Кагабико означает «пылающий мужчина-бог огня".
Для имени Хи-но Кагуцути ”Кагу” (яп. 迦具) также является древней формой глагола «сиять во тьме» (кагаяку); ”цути” (яп. 土) является специальной частицей для употребления относительно сверхъестественных существ. Так Хи-но Кагуцути можно перевести как "бог-дух огня, который может вызвать блики".

## Поклонение
Кагуцути почитается в Японии как бог Огня и кузнечного дела. Ему поклоняются и приносят подношения в храме Акиба (Хамамацу, префектура Сидзуока), в храме Атаго (Укё-ку, вблизи Киото), который считался главным местом почитания этого божества, и храме Одаки (Ясуги, префектура Симане). В прошлом культ Кагуцути был очень силен, жители Японии боялись этого божества и молились ему для защиты от пожаров.К сегодняшнему дню от этих ритуалов осталась традиция в начале нового года отмечать праздник, называемый Хи-мацури, во время которого верующие несут домой факелы, разожженные из огня в храме священником .

## Прочее
- Во время Второй мировой войны американские B-29, бомбардировщики группы «40-я группа бомбардировки», прозвали «Kagu-Tsuchi Group». Они участвовали в бомбардировке Токио, приведшей к многочисленным пожарам.[источник не указан 1887 дней]
- В 1979 году в честь Хомусуби был назван вулкан Масуби на спутнике Юпитера Ио.

## Список литературы
- Ashkenazy, Michael. Handbook of Japanese Mythology. Santa Barbara, California: ABC-Clio, 2003.
- Bock, Felicia G., trans. Engi-shiki: Procedures of the Engi Era. ASU Center for Asian Studies (Occasional Paper #17).